# Bruno Huygebaert
Bruno Huygebaert (Merksem, 6 november 1961 - 24 december 2011) was een Vlaams journalist die bij de VRT werkte.

## Biografie
Huygebaert groeide op in Borgerhout. Hij doorliep het Xaveriuscollege om na zijn afstuderen  klassieke filologie in Antwerpen en Leuven te gaan studeren. Daarna studeerde hij nog een extra jaar oudheidkunde en kunstgeschiedenis. In 1985 behaalde hij  een master in de klassieke cultuur aan de Universiteit van Stellenbosch in Zuid-Afrika. Tijdens zijn studentenperiode was hij politiek actief bij het Taal Aktie Komitee (T.A.K.) en bij de Nationalistische Studenten Vereniging (N.S.V.) in Leuven. Hij organiseerde met T.A.K. mee de grote Vlaamse betogingen in de Voerstreek. Hij was gehuwd en woonde in Kontich.
Bruno Huygebaert begon zijn loopbaan in het onderwijs en het bedrijfsleven. In de periode 1987-1988 vervulde hij zijn militaire dienst als kandidaat-reserveofficier bij de Belgische Luchtmacht. In 1990 startte hij zijn carrière als radiojournalist bij de VRT. Hij werkte daar als verslaggever. Zijn specialiteit was het geven van duiding bij financiële en sociaal-economische dossiers. Hij was regelmatig op het radionieuws te horen. Ook was hij verslaggever vanuit de Wetstraat.
Huygebaert trad vaak op als moderator bij debatten of symposia met de meest diverse domeinen als onderwerp. Zo modereerde hij debatten over onder andere de communautaire problematiek in België, vakbonden en politiek in het algemeen, maar ook over stedenbouw, Informatietechnologie en economie.
Bruno Huygebaert overleed onverwachts op 24 december 2011 op 50-jarige leeftijd. De uitvaartplechtigheid vond plaats te Wilrijk op 3 januari 2012. Naast VRT-collega's waren ook bekende namen uit de politieke, financiële en economische wereld gekomen om afscheid te nemen. Onder meer Karel Van Eetvelt van Unizo en Luc Cortebeeck, de oud-voorzitter van het ACV, waren aanwezig. De zanger Bart de Bard maakte voor de uitvaartplechtigheid het lied Voor Bruno, dat hij tijdens de plechtigheid ook zelf vertolkte.

## Publicaties
- 1995: Splitsen of delen (Standaard Uitgeverij), met Naar een federalisering van de sociale zekerheid? als ondertitel.
- juni 2001: Opkomst en van val van Lernout en Hauspie (Uitgeverij Houtekiet) waarin hij het vooral heeft over de teloorgang van het spraaktechnologiebedrijf L&H van Jo Lernout en Pol Hauspie.
- juli 2006: Het generatiepact (Standaard Uitgeverij), met Wat verandert er voor u? als ondertitel, 168 pag. Daarin beschrijft hij de gevolgen van de maatregelen die vervat zijn in het Generatiepact, zijnde een plan door de Belgische regering Verhofstadt II om de strijd aan te gaan tegen de oplopende kosten van de vergrijzing van de bevolking.[5]